# Paracleros
Paracleros is een geslacht van vlinders van de familie dikkopjes (Hesperiidae), uit de onderfamilie Hesperiinae.

## Soorten
- P. biguttulus (Mabille, 1889)
- P. maesseni Berger, 1978
- P. overlaeti Berger, 1978
- P. placidus (Plötz, 1879)